# Taybeh Brewing Company

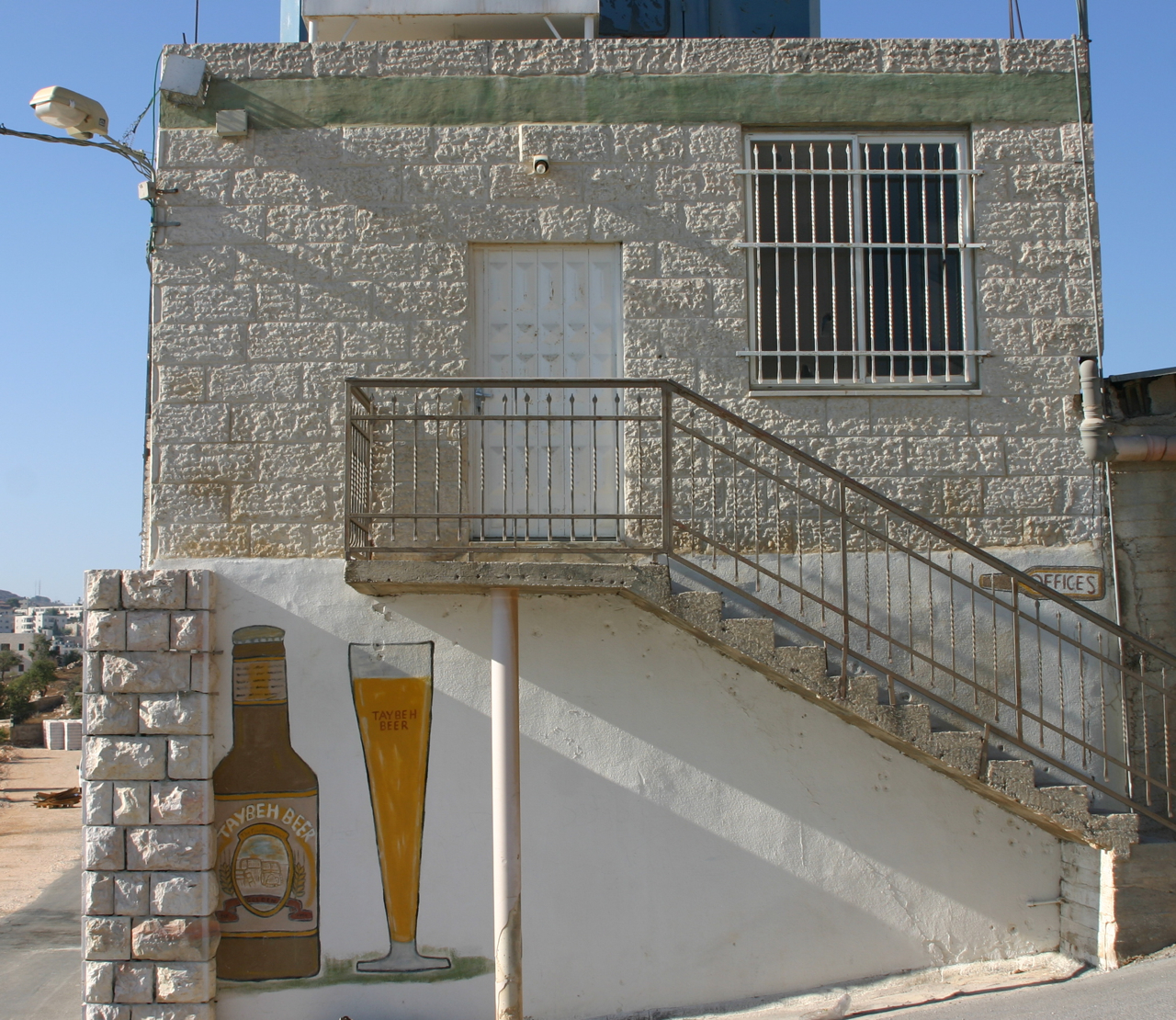
Bryggeriets entré.

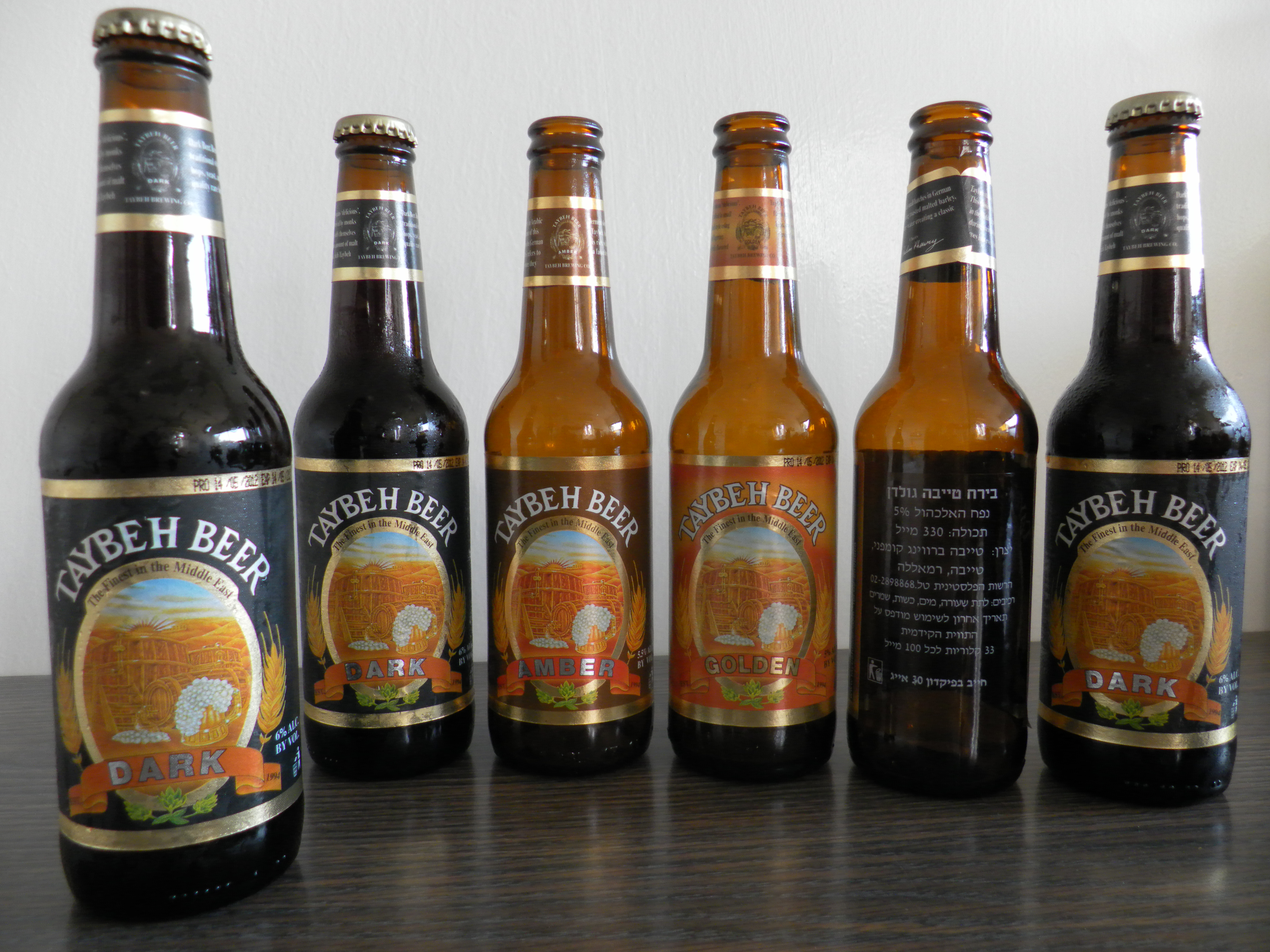
Ölsorter.

Taybeh Brewing Company är ett palestinskt bryggeri som grundades 1994. Det är beläget på Västbanken i den kristna staden Taybeh 12 kilometer nordost om Ramallah. Taybeh betyder ungefär "utsökt" på svenska och det är ytterligare en anledning till att bryggeriet namngavs efter staden. Bryggeriets samtliga ölsorter bryggs enligt de tyska renhetslagarna, det vill säga att de enda råvarorna utöver jäst är humle, malt och vatten.

## Historik
Bryggeriet grundades av de två bröderna Nadim Khoury och David Khory. David Khoury är förutom VD för bryggeriet borgmästare i Taybeh och Nadim Khoury är bryggmästare. Familjen flyttade till USA i slutet av 1960-talet och när Nadim Khoury studerade i Boston i USA under slutet av 1970-talet började han göra sitt eget öl och blev intresserad av bryggerinäringen. Han studerade till bryggare på University of California och i samband med Osloavtalet flyttade familjen tillbaks till Västbanken och grundade bryggeriet. Bryggeriets placering på Västbanken har gjort att det har problem att få fram råvaror till tillverkningen där bland annat vattnet kontrolleras av Israel och övriga råvaror importeras. Öl från bryggeriet importeras direkt från Västbanken till Sverige av företaget First Signs of Water AB. I Europa säljs även öl från bryggeriet som tillverkas och buteljeras i Belgien med tysk licens.

## Produkter
Bryggeriets första sort heter Taybeh Golden och lanserades 1995. Det är ett överjäst öl, en ale, som kallagras på samma sätt som ett lageröl. Till millennieskiftet år 2000 gjordes en ljusare öl som benämndes Taybeh Light. En tredje sort är Taybeh Dark som är ett mörkt öl och en hyllning till bockölet som dracks av medeltidens munkar för att stärka sig under fastan.
Företagets öl var redan från starten certifierad som kosher, och den alkoholfria varianten är halal, vilket gör att de kan drickas av både rättrogna judar och muslimer.